# Springfield (Colorado)
Springfield és un poble dels Estats Units a l'estat de Colorado. Segons el cens del 2010 tenia 1.451 habitants. Springfield és la seu de comtat i poble més poblat del Comtat de Baca.

## Demografia
Segons el cens del 2000, Springfield tenia 1.562 habitants, 715 habitatges, i 409 famílies. La densitat de població era de 693,2 habitants per km².
Dels 715 habitatges en un 23,1% hi vivien nens de menys de 18 anys, en un 44,8% hi vivien parelles casades, en un 9,9% dones solteres, i en un 42,7% no eren unitats familiars. En el 38,6% dels habitatges hi vivien persones soles el 20,6% de les quals corresponia a persones de 65 anys o més que vivien soles. El nombre mitjà de persones vivint en cada habitatge era de 2,1 i el nombre mitjà de persones que vivien en cada família era de 2,8.
Per edats la població es repartia de la següent manera: un 21,4% tenia menys de 18 anys, un 6,7% entre 18 i 24, un 22,1% entre 25 i 44, un 23,7% de 45 a 60 i un 26,2% 65 anys o més.
L'edat mediana era de 45 anys. Per cada 100 dones de 18 o més anys hi havia 86,3 homes.
La renda mediana per habitatge era de 24.375 $ i la renda mediana per família de 34.107 $. Els homes tenien una renda mediana de 25.385 $ mentre que les dones 16.339 $. La renda per capita de la població era de 13.890 $. Entorn del 14,4% de les famílies i el 16,8% de la població estaven per davall del llindar de pobresa.

## Poblacions més properes
El següent diagrama mostra les poblacions més properes.

## Geografia

### Clima
Dades climàtiques del poble de Springfield.
| 'Paràmetres climàtics mitjans de Springfield' | 'Paràmetres climàtics mitjans de Springfield' | 'Paràmetres climàtics mitjans de Springfield' | 'Paràmetres climàtics mitjans de Springfield' | 'Paràmetres climàtics mitjans de Springfield' | 'Paràmetres climàtics mitjans de Springfield' | 'Paràmetres climàtics mitjans de Springfield' | 'Paràmetres climàtics mitjans de Springfield' | 'Paràmetres climàtics mitjans de Springfield' | 'Paràmetres climàtics mitjans de Springfield' | 'Paràmetres climàtics mitjans de Springfield' | 'Paràmetres climàtics mitjans de Springfield' | 'Paràmetres climàtics mitjans de Springfield' | 'Paràmetres climàtics mitjans de Springfield' |
| Mes                                           | Gen.                                          | Feb.                                          | Mar.                                          | Abr.                                          | Mai.                                          | Jun.                                          | Jul.                                          | Ago.                                          | Set.                                          | Oct.                                          | Nov.                                          | Des.                                          | Anual                                         |
| --------------------------------------------- | --------------------------------------------- | --------------------------------------------- | --------------------------------------------- | --------------------------------------------- | --------------------------------------------- | --------------------------------------------- | --------------------------------------------- | --------------------------------------------- | --------------------------------------------- | --------------------------------------------- | --------------------------------------------- | --------------------------------------------- | --------------------------------------------- |
| Temperatura màxima registrada °C (°F)         | 26,1 (79)                                     | 28,3 (82,9)                                   | 32,2 (90)                                     | 36,1 (97)                                     | 40,0 (104)                                    | 43,9 (111)                                    | 42,8 (109)                                    | 40,0 (104)                                    | 38,3 (100,9)                                  | 35,0 (95)                                     | 30,0 (86)                                     | 25,6 (78,1)                                   | 43,9 (111)                                    |
| Temperatura mínima registrada °C (°F)         | −30,6 (−23,1)                                 | −30,0 (−22)                                   | −23,3 (−9,9)                                  | −15,0 (5)                                     | −6,7 (19,9)                                   | 2,8 (37)                                      | 6,7 (44,1)                                    | 4,4 (39,9)                                    | −6,1 (21)                                     | −14,4 (6,1)                                   | −23,9 (−11)                                   | −27,8 (−18)                                   | −30,6 (−23,1)                                 |
| Temperatura diària màxima °C (°F)             | 8,1 (46,6)                                    | 10,7 (51,3)                                   | 14,5 (58,1)                                   | 20,2 (68,4)                                   | 24,7 (76,5)                                   | 30,3 (86,5)                                   | 32,8 (91)                                     | 31,5 (88,7)                                   | 27,4 (81,3)                                   | 21,6 (70,9)                                   | 13,6 (56,5)                                   | 9,0 (48,2)                                    | 20,3 (68,5)                                   |
| Temperatura diària mínima °C (°F)             | −8,1 (17,4)                                   | −5,9 (21,4)                                   | −3,1 (26,4)                                   | 1,9 (35,4)                                    | 7,4 (45,3)                                    | 12,7 (54,9)                                   | 15,6 (60,1)                                   | 14,9 (58,8)                                   | 10,4 (50,7)                                   | 4,0 (39,2)                                    | −2,7 (27,1)                                   | −6,6 (20,1)                                   | 3,4 (38,1)                                    |
| Precipitació total mm (polzades)              | 11,0 (0,4)                                    | 11,0 (0,4)                                    | 25,0 (1)                                      | 35,0 (1,4)                                    | 67,0 (2,6)                                    | 55,0 (2,2)                                    | 63,0 (2,5)                                    | 57,0 (2,2)                                    | 32,0 (1,3)                                    | 23,0 (0,9)                                    | 17,0 (0,7)                                    | 10,0 (0,4)                                    | 40,7 (1,6)                                    |
| Font: Weatherbase.com                         |                                               |                                               |                                               |                                               |                                               |                                               |                                               |                                               |                                               |                                               |                                               |                                               |                                               |